# Club africain (athlétisme)
Le Club africain est un ancien club tunisien d'athlétisme basé à Tunis. 

## Palmarès
- Championnat de Tunisie (5) :
  - Vainqueur : 1967, 1969, 1970, 1971, 1972